# ジプシー (駆逐艦・2代)
|          | |
| 艦歴     | |
| 発注     | |
| 起工     | 1934年9月5日                                                                                                  |
| 進水     | 1935年11月7日                                                                                                 |
| 就役     | 1936年2月22日                                                                                                 |
| その後   | 1939年11月21日に戦没                                                                                          |
| 除籍     | |
| 性能諸元 | |
| 排水量   | 基準：1,350トン 満載：1,854トン                                                                               |
| 全長     | 323 ft (98 m)                                                                                                 |
| 全幅     | 33 ft (10 m)                                                                                                  |
| 吃水     | 12.4 ft (3.8 m)                                                                                               |
| 機関     | アドミラリティ式重油専焼水管缶 3基 パーソンズ式オール・ギヤードタービン 2基 34,000shp、2軸推進                |
| 最大速力 | 36ノット (66.7 km/h)                                                                                          |
| 航続距離 | 5,530海里/15ノット                                                                                            |
| 乗員     | 145名 |
| 兵装     | Mark IX 4.7in（120mm） 単装砲 4基 12.7mm 4連装機銃 2基 533mm 4連装魚雷発射管 2基 爆雷 爆雷投射機 爆雷投下軌条 |

ジプシー (HMS Gipsy, H63) はイギリス海軍のG級駆逐艦。

## 艦歴
スコットランドのフェアフィールド社ゴーヴァン造船所で1934年9月5日に起工。1935年11月7日に進水。1936年2月22日に就役。
就役後本国艦隊の第20駆逐艦戦隊に短期間所属した時期以外は、「ジプシー」は第二次世界大戦前は地中海艦隊の第1駆逐艦戦隊に所属していた。1938年6月2日から7月30日までの期間、ジプシーはデヴォンポート工廠で修理を受けた。
1939年9月に第二次世界大戦が始まると、第1駆逐艦戦隊はアレクサンドリアを拠点として地中海東部で哨戒任務や禁制品の取り締まりに当たった。10月、駆逐艦戦隊はプリマスのウエスタンアプローチ管区に転属となった。11月12日、ジプシーは第22駆逐艦戦隊への転属のためハリッジへ向かう途中で同型艦の「グレイハウンド」と衝突したが、「ジプシー」の損傷の程度は軽かった。11月21日、「ジプシー」はハリッジ港外で3人のドイツ航空兵を救助し、港へ戻って陸軍へ引き渡した。同日夕刻、「ジプシー」は駆逐艦「グリフィン」、「キース」、「ボーディシア」とともに北海の哨戒へと向かうため出港した。だが、港の外で「ジプシー」は触雷し沈没した。艦長を含む30人が死亡し、115人がほかの駆逐艦によって救助された。「ジプシー」沈没の原因となった磁気機雷は、おそらくこの日「ジプシー」が救助した乗員の乗っていた機により敷設されたものである。